# Jakub Błaszczykowski
Jakub Błaszczykowski (14 de desembre de 1985 a Częstochowa), també conegut pel seu nom de samarreta a la Bundesliga Kuba, és un futbolista polonès que actualment juga al VfL Wolfsburg. És l'actual capità de la selecció de futbol polonesa.

## Carrera de clubs

### Inicis
Jakub Ticket Błaszczykowski va ser criat a Truskolasy a prop de Częstochowa. Quan ell tenia 8 anys, ell i el seu germà Dawid van començar a entrenar al Raków Częstochowa. A l'edat dels 11 anys, va perdre a la seva mare en una tragèdia familiar, i va començar a ser criat per la seva àvia. Amb el suport del seu oncle, Jerzy Brzęczek, un antic capità de la selecció de futbol de Polònia, ell va decidir reprendre el seu entrenament al Raków Częstochowa un any més tard. En el 2002, va ser transferit al Górnik Zabrze però va ser incapaç de progressar dins del club. A principis del 2003 es va unir al KS Częstochowa i va començar a jugar en la quarta lliga polonesa fins a les acaballes del 2004. El seu oncle llavors el va ajudar a aconseguir una prova al Wisła Kraków on va impressionar al llavors entrenador Werner Lička.

### Wisła Kraków
Błaszczykowski ràpidament va progressar fins a arribar al primer equip del Wisła, amb la seva primera aparició en l'lliga sent el 20 de març de 2005 en un partit contra el Polonia Warsaw. Al final de la temporada, ell s'havia establert ja com un habitual en l'onze titular Wisła. Amb el Wisła va guanuar el títol polonès de l'Ekstraklasa en la seva temporada de debut, i va ser subcampió en la temporada següent. A més va guanyar l'"Oscar de Futbol" de Canal+ al millor migcampista en la primera divisió polonesa.